# 't Hijgend Hert
't Hijgend Hert was een langlaufbaan in het Nederlandse attractiepark de Efteling. De attractie werd tijdens de Winter Efteling opgebouwd op de baan van het kinderspoor. Men kon over matten langlaufen door een winters landschap.

## Geschiedenis
De eerste keer dat 't Hijgend Hert werd geopend was in het winterseizoen 2002–2003. Het parcours werd geplaatst op de Oude Tufferbaan. Vanaf 2003–2004 werd de baan gebouwd op het Kinderspoor.
Tijdens de winteredities van 2020–2021 en 2021–2022 werd de baan niet geopend vanwege de te hoge kosten, die niet in verhouding stonden met het aantal bezoekers, dat teruggelopen was vanwege de coronacris. Sindsdien is de attractie niet meer teruggekeerd en blijft Kinderspoor tijdens de Winter Efteling geopend. De laatste editie van 't Hijgend Hert was zodoende 2019–2020.
Lijst van attracties in de Efteling · Lijst van sprookjes in de Efteling · Afbeeldingen